# Ober-Florstadt
Ober-Florstadt ist ein Stadtteil von Florstadt im hessischen Wetteraukreis.

## Geografische Lage
Durch das Dorf führt die Bundesstraße 275. Am Ortsrand fließt die Nidda vorbei.

## Geschichte

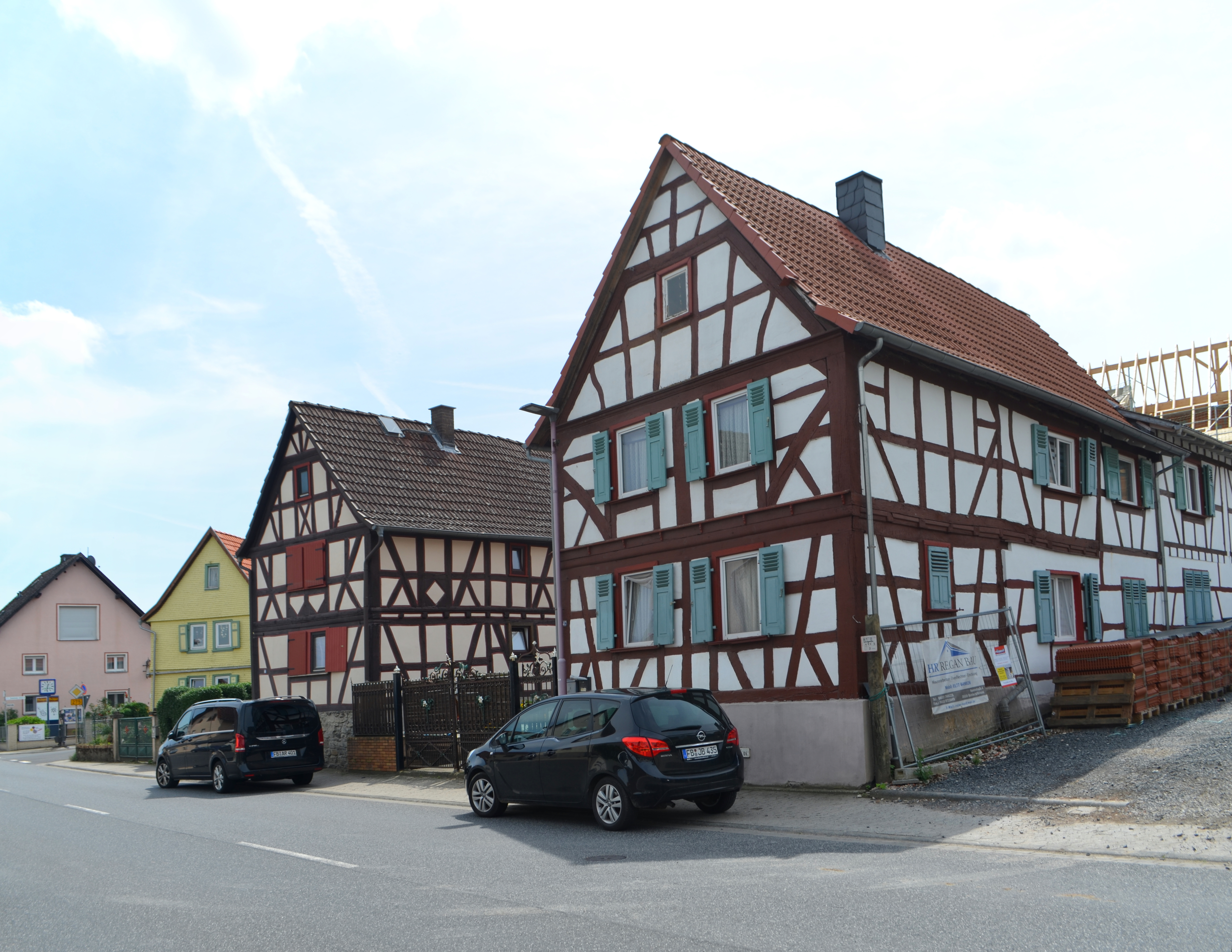
Fachwerkhäuser an der B 275

### Ortsgeschichte
Besiedelt wurde der Ort wahrscheinlich schon zum Ende des 1. Jahrhunderts, als der Limes gebaut wurde. Südlich der heutigen Ortschaft befand sich das Kastell Ober-Florstadt. Im 8. Jahrhundert wurde Florstadt im Lorscher Codex genannt. 1365 wurde der Ort befestigt.
Der Ort gehörte zur Ganerbschaft Staden, an der die Reichsburg Friedberg (13⁄57), die Grafen zu Isenburg-Büdingen (12⁄57) und die Freiherren Löw von und zu Steinfurth (32⁄57) Anteile hatten.
1806 kam Ober-Florstadt im Zuge der Mediatisierung an das Großherzogtum Hessen. Bei der Auflösung der Ganerbschaft durch eine Realteilung 1819 kam Ober-Florstadt an die Freiherren Löw von und zu Steinfurth. Diese übernahmen damit auch die Patrimonialgerichtsbarkeit, die zunächst ihr Patrimonialgericht Steinfurth ausgeübte. 1822 wurden die Patrimonialgerichte der Familie aufgelöst. Deren Verwaltungsfunktionen übernahm der staatliche Landratsbezirk Butzbach, die Rechtsprechung übernahm das neu eingerichtete Landgericht der Freiherren von Löw mit Sitz in Friedberg. Dieses bestand aber keine drei Jahre, bevor die Löw zu Steinfurth es in das Landgericht Friedberg eingliedern ließen. Mit dem Gerichtsverfassungsgesetz von 1877 wurden Organisation und Bezeichnungen der Gerichte reichsweit vereinheitlicht. Zum 1. Oktober 1879 hob das Großherzogtum Hessen deshalb die Landgerichte auf. Funktional ersetzt wurden sie durch Amtsgerichte. So ersetzte das Amtsgericht Friedberg das Landgericht Friedberg.
Im Zuge der Gebietsreform in Hessen fusionierten am 1. Juli 1970 die bis dahin selbständigen Gemeinden Nieder-Florstadt und Ober-Florstadt freiwillig zur neuen Gemeinde „Florstadt“. Für beiden ehemaligen Gemeinden wurde ein gemeinsamer Ortsbezirk errichtet.

### Verwaltungsgeschichte im Überblick
Die folgende Liste zeigt die Staaten und Verwaltungseinheiten, denen Ober-Florstadt angehört(e):
- vor 1806: Heiliges Römisches Reich, Ganerbschaft Staden (Anteile hatten: Reichsburg Friedberg (13/57), Graf zu Isenburg-Büdingen (12/57) und Freiherr Löw von und zu Steinfurth (32/57))
- ab 1806: Großherzogtum Hessen (Souveränitätslande),[Anm. 2] Fürstentum Oberhessen, Ganerbschaft Staden
- ab 1815: Großherzogtum Hessen (Souveränitätslande), Provinz Oberhessen, Ganerbschaft Staden
- ab 1821: Großherzogtum Hessen, Provinz Oberhessen, Landratsbezirk Butzbach[Anm. 3]
- ab 1825: Großherzogtum Hessen, Provinz Oberhessen, Landratsbezirk Butzbach[Anm. 4]
- ab 1829: Großherzogtum Hessen, Provinz Oberhessen, Landratsbezirk Friedberg (verlegt aus Butzbach)
- ab 1848: Großherzogtum Hessen, Regierungsbezirk Friedberg
- ab 1852: Großherzogtum Hessen, Provinz Oberhessen, Kreis Friedberg
- ab 1867: Norddeutscher Bund,[Anm. 5] Großherzogtum Hessen, Provinz Oberhessen, Kreis Friedberg
- ab 1871: Deutsches Reich, Großherzogtum Hessen, Provinz Oberhessen, Kreis Friedberg
- ab 1918: Deutsches Reich (Weimarer Republik), Volksstaat Hessen, Provinz Oberhessen, Kreis Friedberg
- ab 1938: Deutsches Reich, Volksstaat Hessen, Landkreis Friedberg[11][Anm. 6]
- ab 1945: Amerikanische Besatzungszone,[Anm. 7] Groß-Hessen, Regierungsbezirk Darmstadt, Landkreis Friedberg
- ab 1946: Amerikanische Besatzungszone, Land Hessen, Regierungsbezirk Darmstadt, Landkreis Friedberg
- ab 1949: Bundesrepublik Deutschland, Land Hessen, Regierungsbezirk Darmstadt, Landkreis Friedberg
- ab 1970: Bundesrepublik Deutschland, Land Hessen, Regierungsbezirk Darmstadt, Gemeinde Florstadt[Anm. 8]
- ab 1972: Bundesrepublik Deutschland, Land Hessen, Regierungsbezirk Darmstadt, Wetteraukreis, Gemeinde Florstadt
- ab 2007; Bundesrepublik Deutschland, Land Hessen, Regierungsbezirk Darmstadt, Wetteraukreis, Stadt Florstadt

## Bevölkerung
Einwohnerstruktur 2011
Nach den Erhebungen des Zensus 2011 lebten am Stichtag dem 9. Mai 2011 in Ober-Florstadt 843 Einwohner. Darunter waren 33 (3,9 %) Ausländer. Nach dem Lebensalter waren 591 Einwohner unter 18 Jahren, 1476 zwischen 18 und 49, 813 zwischen 50 und 64 und 813 Einwohner waren älter. Die Einwohner lebten in 330 Haushalten. Davon waren 69 Singlehaushalte, 105 Paare ohne Kinder und 123 Paare mit Kindern, sowie 24 Alleinerziehende und 6 Wohngemeinschaften. In 51 Haushalten lebten ausschließlich Senioren und in 228 Haushaltungen lebten keine Senioren.
Einwohnerentwicklung
| Ober-Florstadt: Einwohnerzahlen von 1834 bis 2022 | Ober-Florstadt: Einwohnerzahlen von 1834 bis 2022 | Ober-Florstadt: Einwohnerzahlen von 1834 bis 2022 | Ober-Florstadt: Einwohnerzahlen von 1834 bis 2022 | Ober-Florstadt: Einwohnerzahlen von 1834 bis 2022 |
| --- | ------------------------------------------------- | ------------------------------------------------- | ------------------------------------------------- | ------------------------------------------------- |
| Jahr |                                                   |                                                   |                                                   | Einwohner                                         |
| 1834 | 1834                                              |                                                   | 201                                               | 201                                               |
| 1840 | 1840                                              |                                                   | 214                                               | 214                                               |
| 1846 | 1846                                              |                                                   | 230                                               | 230                                               |
| 1852 | 1852                                              |                                                   | 252                                               | 252                                               |
| 1858 | 1858                                              |                                                   | 268                                               | 268                                               |
| 1864 | 1864                                              |                                                   | 234                                               | 234                                               |
| 1871 | 1871                                              |                                                   | 239                                               | 239                                               |
| 1875 | 1875                                              |                                                   | 251                                               | 251                                               |
| 1885 | 1885                                              |                                                   | 277                                               | 277                                               |
| 1895 | 1895                                              |                                                   | 267                                               | 267                                               |
| 1905 | 1905                                              |                                                   | 276                                               | 276                                               |
| 1910 | 1910                                              |                                                   | 283                                               | 283                                               |
| 1925 | 1925                                              |                                                   | 275                                               | 275                                               |
| 1939 | 1939                                              |                                                   | 281                                               | 281                                               |
| 1946 | 1946                                              |                                                   | 426                                               | 426                                               |
| 1950 | 1950                                              |                                                   | 400                                               | 400                                               |
| 1956 | 1956                                              |                                                   | 370                                               | 370                                               |
| 1961 | 1961                                              |                                                   | 369                                               | 369                                               |
| 1967 | 1967                                              |                                                   | 402                                               | 402                                               |
| 1970 | 1970                                              |                                                   | 410                                               | 410                                               |
| 1980 | 1980                                              |                                                   | ?                                                 | ?                                                 |
| 1990 | 1990                                              |                                                   | ?                                                 | ?                                                 |
| 2000 | 2000                                              |                                                   | ?                                                 | ?                                                 |
| 2011 | 2011                                              |                                                   | 843                                               | 843                                               |
| 2015 | 2015                                              |                                                   | 886                                               | 886                                               |
| 2022 | 2022                                              |                                                   | 1.052                                             | 1.052                                             |
| Datenquelle: Historisches Gemeindeverzeichnis für Hessen: Die Bevölkerung der Gemeinden 1834 bis 1967. Wiesbaden: Hessisches Statistisches Landesamt, 1968. Weitere Quellen: LAGIS; Gemeinde Florstadt; Zensus 2011; 2022 |                                                   |                                                   |                                                   |                                                   |

Historische Religionszugehörigkeit
| • 1961: | 313 evangelische (= 84,82 %), 55 katholische (= 14,91 %) Einwohner |

## Politik
Für Nieder-Florstadt und Ober-Florstadt besteht ein gemeinsamer Ortsbezirk mit Ortsbeirat und Ortsvorsteher nach Maßgabe der §§ 81 und 82 HGO und des Kommunalwahlgesetzes in der jeweils gültigen Fassung.

Zu den Einzelheiten siehe: Politik Florstadt.

## Infrastruktur

### Verkehr
Ober-Florstadt liegt an der Bundesstraße 275. Über die B 275 ist die nächste Anschlussstelle der Bundesautobahn 45 vier Kilometer entfernt, zu erreichen.
Den öffentlichen Personennahverkehr mit Bussen stellt die Verkehrsgesellschaft Oberhessen GmbH im Rahmen des Rhein-Main-Verkehrsverbundes sicher.

### Radfernwege
Der Hessischen Radfernweg R4/Niddaradweg führt durch den Ort.

### Öffentliche Einrichtungen
- Bürgerhaus Ober-Florstadt.

## Kulturdenkmäler
Siehe: Liste der Kulturdenkmäler in Ober-Florstadt